# Star Walkin'
Star Walkin' is een nummer van de Amerikaanse rapper Lil Nas X uit 2022. Het nummer was het themalied voor het Wereldkampioenschap League of Legends 2022.
De intro van het nummer is gesampled uit Take Me Home Tonight van Eddie Money. "Star Walkin'" bestormde wereldwijd de hitlijsten. Waar het nummer de 32e positie bereikte in de Amerikaanse Billboard Hot 100, was het in Europa goed voor veel top 20-noteringen. In de Nederlandse Top 40 bereikte het bijvoorbeeld de 8e positie, terwijl het in de Vlaamse Ultratop 50 weer minder succesvol was met een 26e positie.

## Tracklijst
- Muziekdownload

1. "Star Walkin'" - 3:30